# Macedonia na Letnich Igrzyskach Olimpijskich 1996
Macedonia na Letnich Igrzyskach Olimpijskich 1996 w Atlancie reprezentowało 11 zawodników: 8 mężczyzn i 3 kobiety. Najmłodszym olimpijczykiem była pływaczka Mirjana Boševska (15 lat 26 dni), a najstarszym zapaśnik Valerij Verhušin (36 lat 144 dni)
Był to pierwszy start reprezentacji Macedonii na letnich igrzyskach olimpijskich.

## Kajakarstwo górskie
Kobiety
| Konkurencja | Zawodniczka    | I zjazd | I zjazd | II zjazd | II zjazd | Klas. końcowa | Klas. końcowa |
| Konkurencja | Zawodniczka    | Czas    | Miejsce | Czas     | Miejsce  | Punkty        | Miejsce       |
| ----------- | -------------- | ------- | ------- | -------- | -------- | ------------- | ------------- |
| Slalom K1   | Ana Ugrinowska | 4:21,93 | 30.     | 3:38,17  | 27.      | 346,93        | 29.           |

Mężczyźni
| Konkurencja | Zawodnik       | I zjazd | I zjazd | II zjazd | II zjazd | Klas. końcowa | Klas. końcowa |
| Konkurencja | Zawodnik       | Czas    | Miejsce | Czas     | Miejsce  | Punkty        | Miejsce       |
| ----------- | -------------- | ------- | ------- | -------- | -------- | ------------- | ------------- |
| Slalom K1   | Łazar Popowski | 2:39,53 | 21.     | 2:38,30  | 21.      | 158,30        | 29.           |
| Slalom C1   | Nenad Trpowski | 3:11,19 | 28.     | DNF      | AC       | 316,19        | 30.           |

## Pływanie
Kobiety
| Konkurencja            | Zawodniczka        | Eliminacje | Eliminacje | Ćwierćfinały           | Ćwierćfinały           | Półfinały              | Półfinały              | Finał                  | Finał                  |
| Konkurencja            | Zawodniczka        | Czas       | Miejsce    | Czas                   | Miejsce                | Czas                   | Miejsce                | Czas                   | Miejsce                |
| ---------------------- | ------------------ | ---------- | ---------- | ---------------------- | ---------------------- | ---------------------- | ---------------------- | ---------------------- | ---------------------- |
| 400m stylem dowolnym   | Mirjana Boszewska  | 4:21,27    | 22.        | → Nie awansowała dalej | → Nie awansowała dalej | → Nie awansowała dalej | → Nie awansowała dalej | → Nie awansowała dalej | → Nie awansowała dalej |
| 800m stylem dowolnym   | Mirjana Boszewska  | 8:57,52    | 22.        | → Nie awansowała dalej | → Nie awansowała dalej | → Nie awansowała dalej | → Nie awansowała dalej | → Nie awansowała dalej | → Nie awansowała dalej |
| 100m stylem motylkowym | Natasza Meszkowska | 1:04,25    | 37.        | → Nie awansowała dalej | → Nie awansowała dalej | → Nie awansowała dalej | → Nie awansowała dalej | → Nie awansowała dalej | → Nie awansowała dalej |
| 200m stylem motylkowym | Natasza Meszkowska | 2:17,90    | 23.        | → Nie awansowała dalej | → Nie awansowała dalej | → Nie awansowała dalej | → Nie awansowała dalej | → Nie awansowała dalej | → Nie awansowała dalej |
| 400m stylem zmiennym   | Mirjana Boszewska  | 4:55,57    | 23.        | → Nie awansowała dalej | → Nie awansowała dalej | → Nie awansowała dalej | → Nie awansowała dalej | → Nie awansowała dalej | → Nie awansowała dalej |

Mężczyźni
| Konkurencja            | Zawodnik           | Eliminacje | Eliminacje | Ćwierćfinały          | Ćwierćfinały          | Półfinały             | Półfinały             | Finał                 | Finał                 |
| Konkurencja            | Zawodnik           | Czas       | Miejsce    | Czas                  | Miejsce               | Czas                  | Miejsce               | Czas                  | Miejsce               |
| ---------------------- | ------------------ | ---------- | ---------- | --------------------- | --------------------- | --------------------- | --------------------- | --------------------- | --------------------- |
| 100m stylem motylkowym | Kire Filipowski    | 56,13      | 42.        | → Nie awansował dalej | → Nie awansował dalej | → Nie awansował dalej | → Nie awansował dalej | → Nie awansował dalej | → Nie awansował dalej |
| 200m stylem motylkowym | Ałeksandar Małenko | 2:01,46    | 23.        | → Nie awansował dalej | → Nie awansował dalej | → Nie awansował dalej | → Nie awansował dalej | → Nie awansował dalej | → Nie awansował dalej |
| 200m stylem zmiennym   | Kire Filipowski    | 2:11,90    | 35.        | → Nie awansował dalej | → Nie awansował dalej | → Nie awansował dalej | → Nie awansował dalej | → Nie awansował dalej | → Nie awansował dalej |
| 400m stylem zmiennym   | Ałeksandar Małenko | 4:34,06    | 24.        | → Nie awansował dalej | → Nie awansował dalej | → Nie awansował dalej | → Nie awansował dalej | → Nie awansował dalej | → Nie awansował dalej |

## Strzelectwo
Mężczyźni
| Konkurencja              | Zawodnik      | Eliminacje | Eliminacje | Finał                 | Finał                 |
| Konkurencja              | Zawodnik      | Punkty     | Miejsce    | Punkty                | Miejsce               |
| ------------------------ | ------------- | ---------- | ---------- | --------------------- | --------------------- |
| Karabin pneumatyczny 10m | Darko Naseski | 580        | 36         | → Nie awansował dalej | → Nie awansował dalej |

## Zapasy
Mężczyźni
- Włatko Sokołow – -48 kg w stylu wolnym (11. miejsce[14])
- Szaban Trstena – -57 kg w stylu wolnym (5. miejsce[15])
- Wałerij Werhuszin – -74 kg w stylu wolnym (10. miejsce[16])